# 卡塞塞

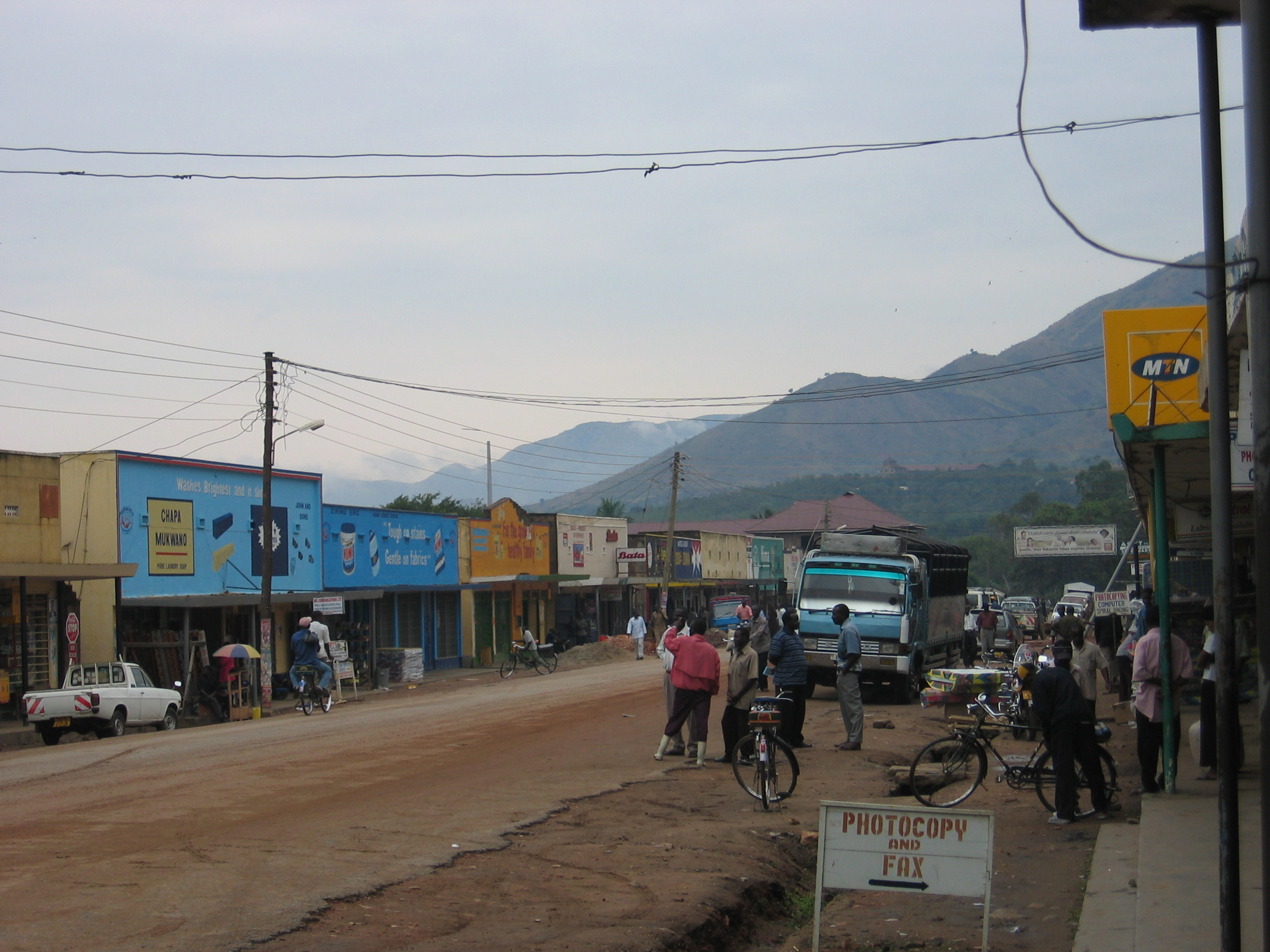
卡塞塞

卡塞塞是烏干達的城鎮，位於該國西南部，由卡塞塞區負責管轄，距離首都坎帕拉約350公里，海拔高度約1,000米，鎮上有機場設施，2011年人口估計74,300。
00°11′N 30°05′E / 0.183°N 30.083°E